# James Marshall (Schauspieler)

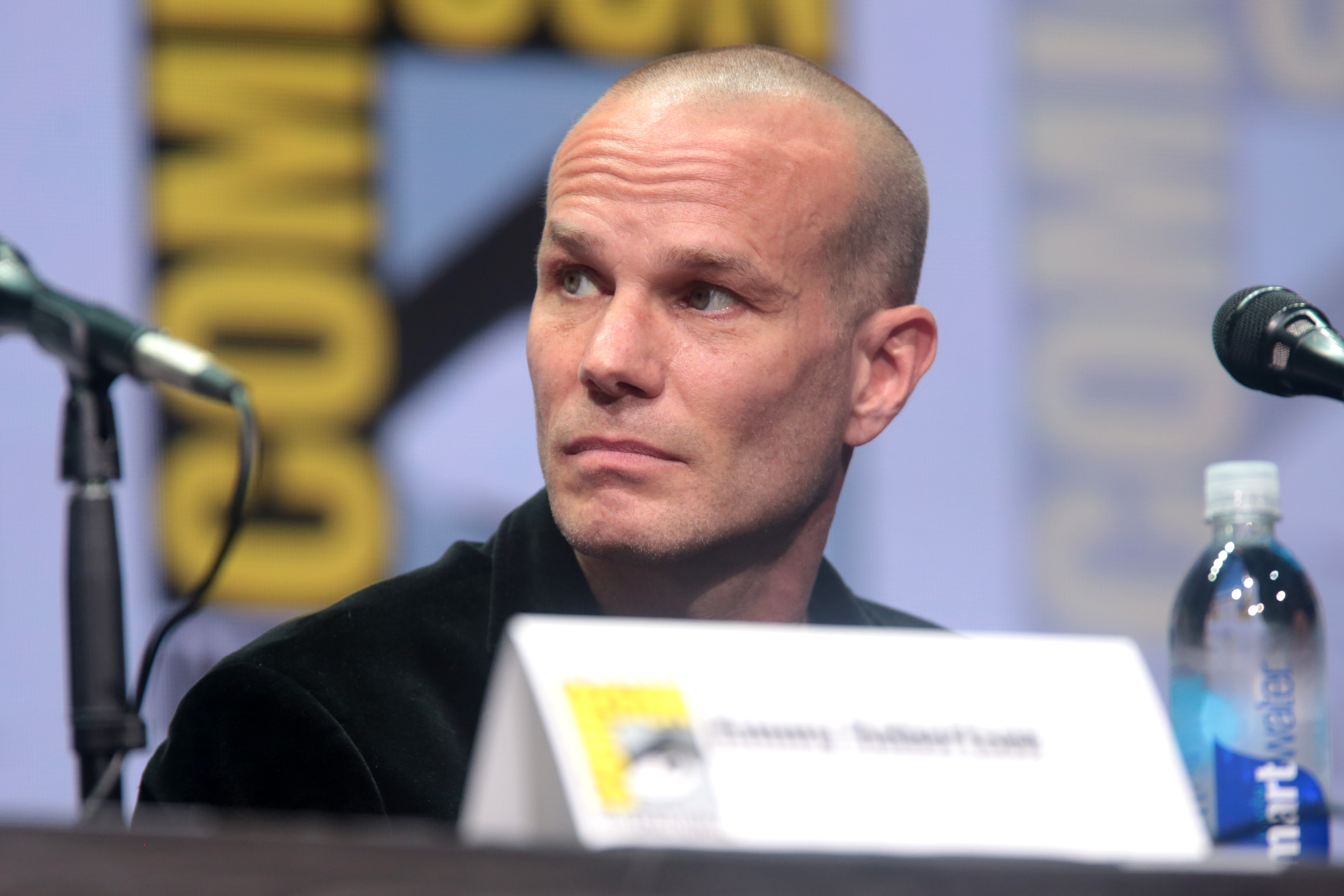
James Marshall bei der San Diego Comic Con 2017

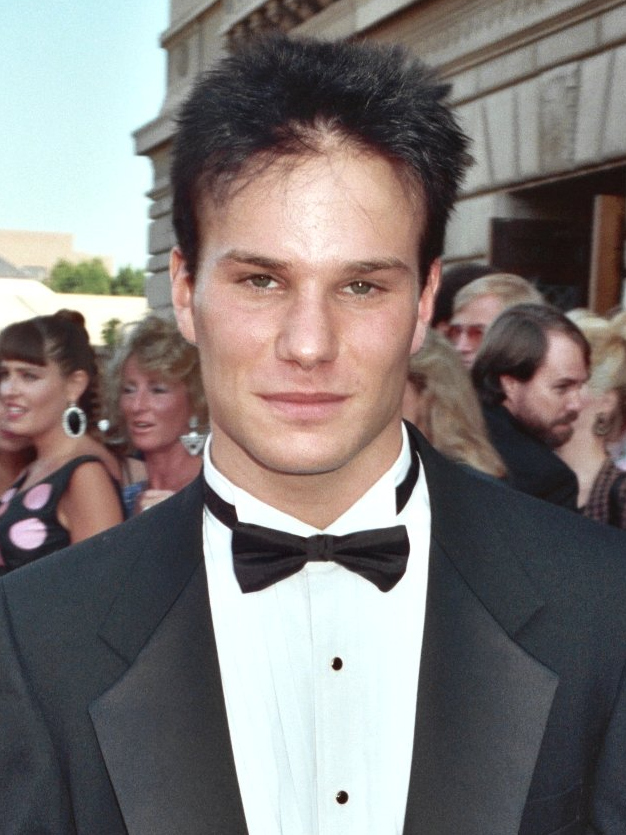
James Marshall bei den Emmy Awards 1990

James Marshall (* als James David Greenblatt; 2. Januar 1967 in Queens, New York, USA) ist ein US-amerikanischer Schauspieler.

## Leben
Marshall erlangte durch seine Rolle des James Hurley in der Fernsehserie Twin Peaks (1990–1991) und dem 1992 gedrehten Film-Prequel Twin Peaks – Der Film internationale Bekanntheit. Nach dem Ende der Serie konnte er 1992 noch mit dem Actionfilm Fäuste – Du mußt um Dein Recht kämpfen und der Rolle als angeklagter PFC Louden Downey in dem Gerichtsdrama Eine Frage der Ehre Erfolge verzeichnen. Anschließend konnte er jedoch nicht mehr daran anknüpfen und trat überwiegend in B-Movies und Fernsehproduktionen auf. 2017 wirkte er, erneut in der Rolle von James Hurley, an der dritten Staffel von Twin Peaks mit.
Seit 1998 ist Marshall in zweiter Ehe mit der Schauspielerin Renee Griffin verheiratet. Das Paar hat einen Sohn (* 2002).

## Filmografie (Auswahl)
- 1985: Mord ist ihr Hobby (Murder, She Wrote, Fernsehserie, Folge 2x04)
- 1989: Operation Nightbreaker (Nightbreaker, Fernsehfilm)
- 1989–1991: Unser lautes Heim (Growing Pains, Fernsehserie, 7 Folgen)
- 1990: Ein fremder Klang (Cadence)
- 1990–1991: Twin Peaks (Fernsehserie, 23 Folgen)
- 1992: Twin Peaks – Der Film (Twin Peaks: Fire Walk with Me)
- 1992: Eine Frage der Ehre (A Few Good Men)
- 1992: Fäuste – Du mußt um Dein Recht kämpfen (Gladiator)
- 1994: Generation X – Don’t do it (Don’t Do It)
- 1994: Cool Killers (Hits!)
- 1995: In Liebe gefangen (The Unspoken Truth, Fernsehfilm)
- 1995: Brutale Exzesse – Skandal in der Navy (She Stood Alone: The Tailhook Scandal, Fernsehfilm)
- 1996: Vibrations
- 1996: Ihr größter Wunsch (All She Ever Wanted, Fernsehfilm)
- 1997: Hetzjagd durch die Rocky Mountains (The Ticket, Fernsehfilm)
- 1998: Flitterwochen in den Tod (Criminal Affairs)
- 1999: Soccer Dog – Ein Hund bleibt am Ball (Soccer Dog: The Movie)
- 2000: Begierde – The Hunger (The Hunger, Fernsehserie, Folge 2x17)
- 2000: Doomsday Man – Tödliche Viren (Doomsday Man)
- 2000: Tod in großen Scheinen (Luck of the Draw)
- 2001: Down (The Shaft)
- 2002: High Crimes – Im Netz der Lügen (High Crimes)
- 2003: CSI: Vegas (CSI: Crime Scene Investigation, Fernsehserie, Folge 4x07)
- 2004: Creature: It’s a Killing Machine … From Outer Space! (Alien Lockdown, Fernsehfilm)
- 2005: Come as You Are
- 2009: In the Eyes of a Killer
- 2010: The Cursed
- 2016: Badlands of Kain
- 2017: Twin Peaks (Fernsehserie, 5 Folgen)
- 2022: The Pact (Fernsehserie, 6 Folgen)